# Base aérienne 118 Mont-de-Marsan
La base aérienne 118 « Colonel Rozanoff » de l'Armée de l'air française est située à Mont-de-Marsan, dans le département des Landes.

## Présentation
La base aérienne 118 est l'une des plus grandes bases de l'Armée de l'air française, avec une surface de presque 700 ha et un périmètre de 15 km. Située au nord de Mont-de-Marsan, elle empiète également sur les communes limitrophes de Campet-et-Lamolère et d'Uchacq-et-Parentis.
Plus de 600 bâtiments accueillent 66 unités et environ 3 500 personnes, représentées en 55 spécialités et 50 métiers.
Parmi les particularités de la base, sa piste est longue de 3 600 m, ce qui en fait une des plus longues de France, et une cinquantaine d'aéronefs y sont stationnés.
La BA 118 est le premier employeur des Landes et l'une des premières structures publiques de la région Nouvelle-Aquitaine. Son implantation géographique, entre les métropoles aéronautiques de Bordeaux et Toulouse, facilite ses missions.

## Historique

### Débuts de l'aviation à Mont-de-Marsan
Premiers vols
L'histoire de l'aviation à Mont-de-Marsan débute le 1er avril  1911, par la création d'un comité chargé de préparer les conditions de création d'une société d'aviation dont la mission serait d'aménager un aérodrome. Le tout premier vol aérien est effectué par René Labouchère le 1er mai 1911 suivi par Henri Lafargue. Le lendemain a lieu le premier meeting aérien de Mont-de-Marsan à l'hippodrome des Grands Pins devant un public de 10 000 personnes. Le site est par la suite utilisé par les amateurs de ce nouveau sport. Au cours de la Première Guerre mondiale, le terrain d'aviation situé au centre de l'hippodrome est transformé en terrain militaire et sert à l'entraînement des pilotes comme le capitaine Georges Guynemer avant leur départ sur le front. Le premier accident mortel est à déplorer le 26 février 1925, date où l'avion de Roger Ronserail s'écrase au stade de l'Argenté.

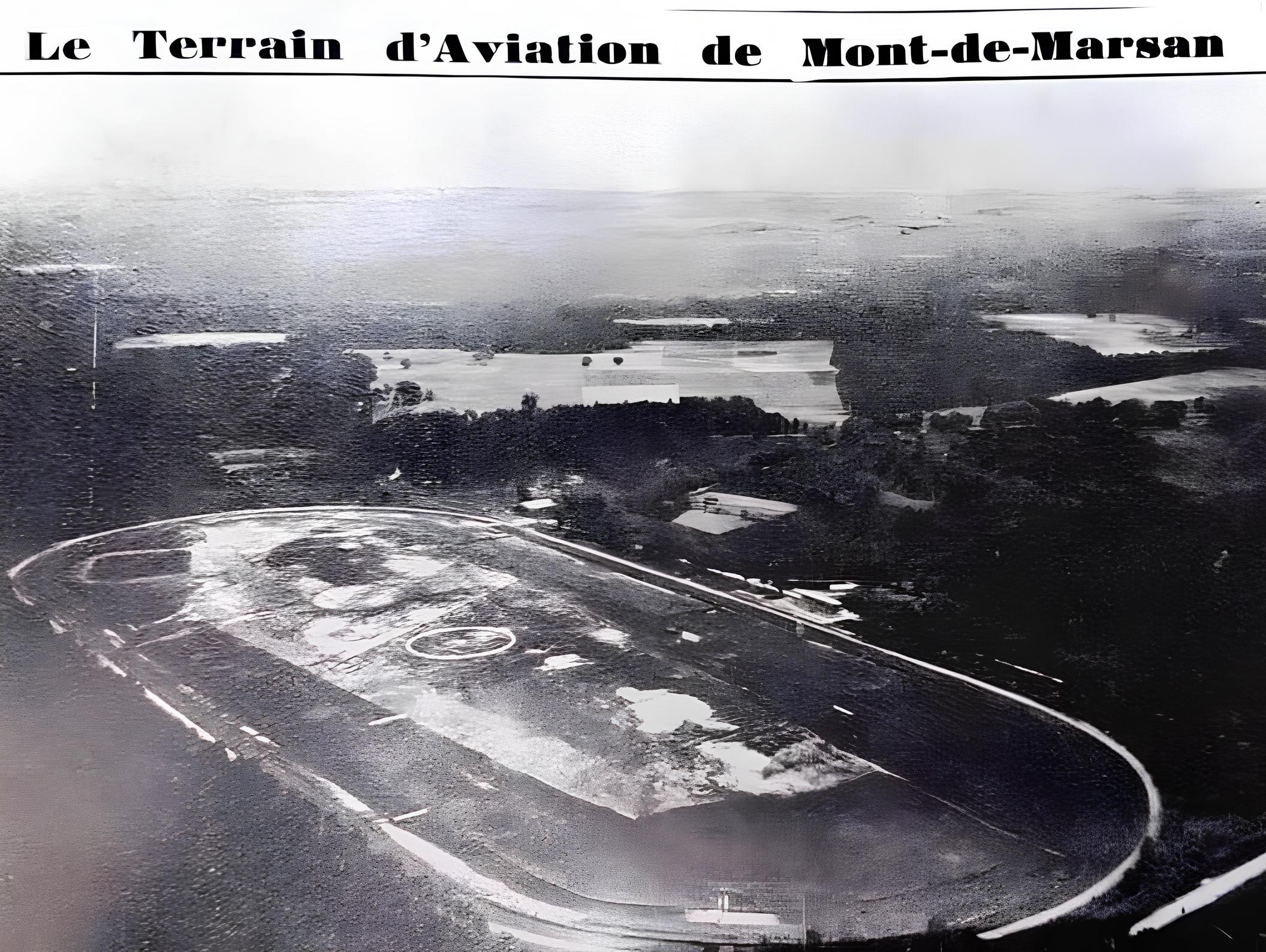
Vue aérienne de l'hippodrome de Mont-de-Marsan et de la piste d'aviation en son centre vers 1911.
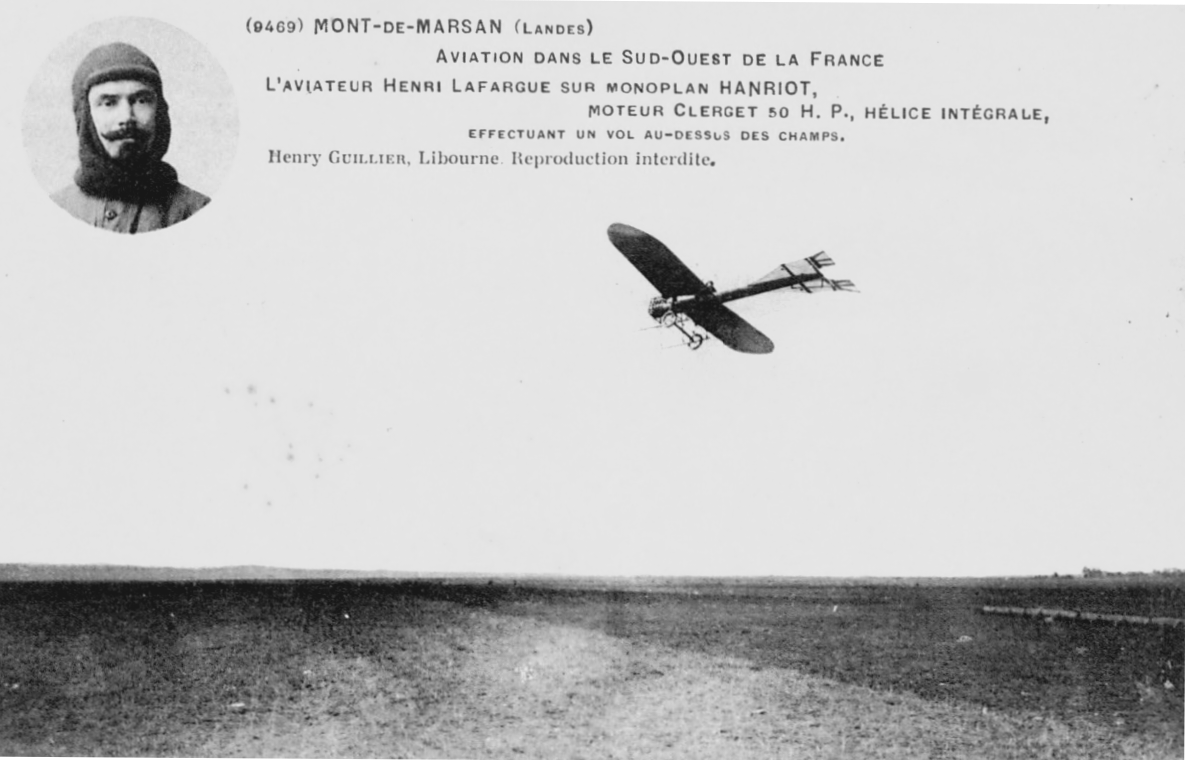
Henri Lafargue, annonce d'un meeting aérien à Mont-de-Marsan à bord du monoplan Hanriot
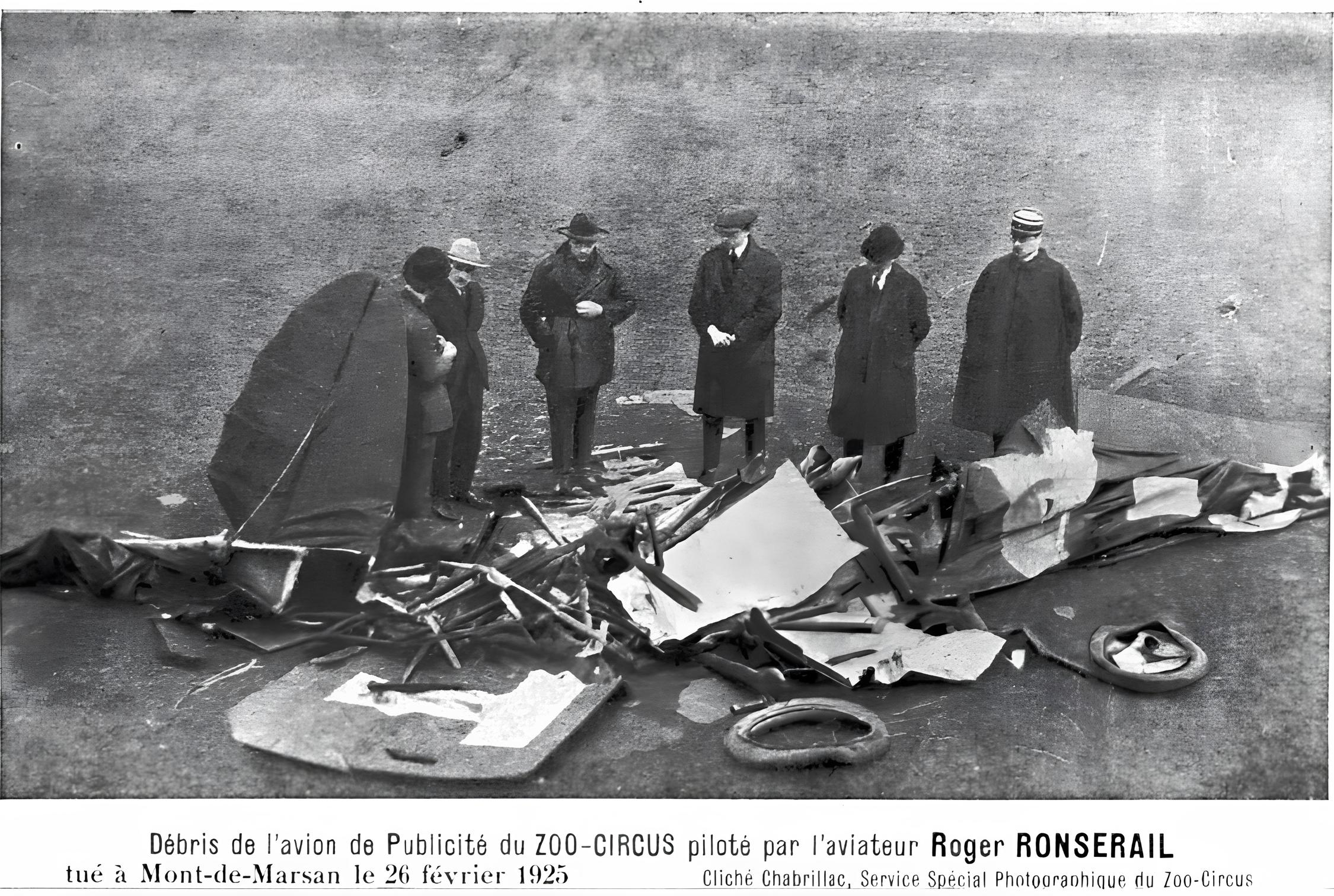
Débris de l'avion de publicité du Zoo-Circus piloté par Roger Ronserail, tué à Mont-de-Marsan le 26 février 1925

Aéro-club des Landes
L'aéro-club des Landes est créé le 5 janvier 1928. En 1932, la municipalité crée au sud de l'hippodrome un terrain d'aviation, embryon de la future base aérienne, d'une superficie d'environ 100 hectares. Il est inauguré le 17 juin 1934 et baptisé aérodrome Henri Farbos, du nom d'un des fondateurs de l'aéro-club des Landes en 1928. Le 1er juin 1938, la ville cède gratuitement son aérodrome à l'État.

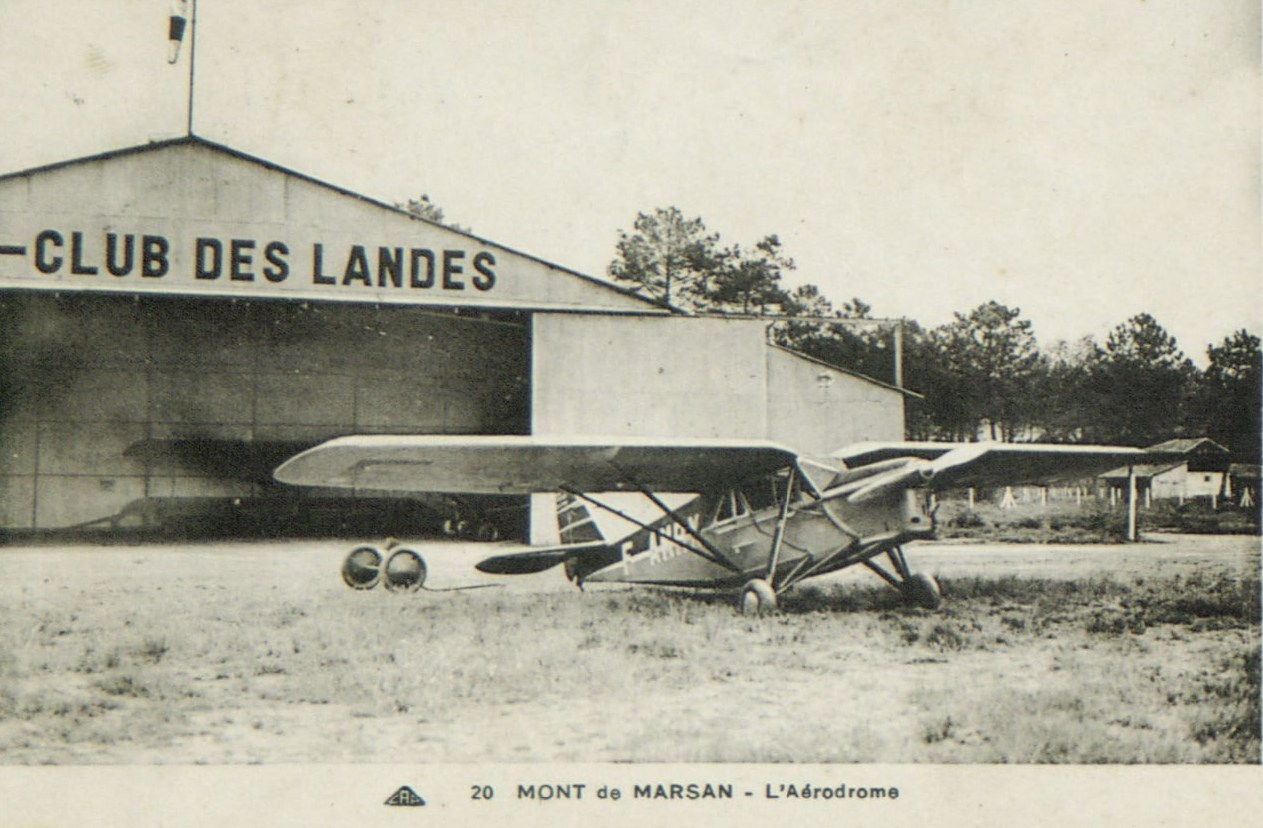
Aéroclub des Landes sur le terrain d'aviation de Mont-de-Marsan

### Seconde Guerre mondiale
Aménagements par les Allemands
Au début de la Seconde Guerre mondiale, en 1939, Mont-de-Marsan reçoit des élèves de l'École militaire de l'air de Salon-de-Provence. En mai 1940, la gestion de l'aérodrome est confiée par la loi à l'État. La ville est occupée par les Allemands à partir du 27 juin 1940. L'aérodrome est réquisitionné par l'armée d'occupation. Entre septembre et octobre 1940, des avions de chasse allemands (Messerschmitt Bf 109) de l'escadrille « Richthofen » (Jagdgeschwader 2) stationnent sur le terrain de l'aérodrome, au Village Nord (340 avenue des Grands-Pins). À partir de 1941, la Luftwaffe fait réaliser une piste en béton de 2 000 mètres, des hangars, des ateliers de réparation et des alvéoles de stockage réparties le long de voies de circulation périphériques qui s'enfoncent dans la forêt et dont les traces sont encore visibles : sur la RD651, après l'intersection avec l'avenue du Ferron (à 100 mètres à droite) où les plaques en béton des chemins de roulement sont toujours présentes et la guérite de la sentinelle est encore en place (3240, avenue de Canenx), à 200 mètres sur la piste. Cette dispersion favorise la protection du matériel et des installations en cas de bombardement. Gérés par la société STRABAG, les travaux emploient une main-d'œuvre constituée de prisonniers français et de travailleurs requis ou volontaires. Le site devient le plus important du sud-ouest pendant la durée du conflit. Les avions allemands y décollent pour surveiller le littoral Atlantique ou pour aller bombarder l'Angleterre.  
Bombardement
En octobre 1943, des Junkers Ju 290 du « Fernaufklärungsgruppe 5 » arrivent sur site. Ces quadrimoteurs de reconnaissance à long rayon d'action ont pour mission de patrouiller au-dessus de l'Océan Atlantique à la recherche des convois et sous-marins alliés. Face à l'enjeu stratégique, la base aérienne est bombardée le 27 mars 1944 par quarante-sept Consolidated B-24 Liberator américains, entraînant des dégâts collatéraux, matériels et humains :
- 13 morts et 10 blessés (soignés à l'hôpital Lesbazeilles) parmi la population civile et les militaires italiens ;
- 6 morts parmi les Allemands : 3 militaires et 2 civils + 1 inconnu, enterrés au cimetière militaire allemand de Mont-de-Marsan datant de la Première guerre mondiale. Ils seront transférés en 1962 au cimetière allemand de Berneuil, en Charente-Maritime[3].

Les Junkers 290 et les Heinkel He 177 quittent le terrain d'aviation de Mont-de-Marsan en juillet 1944, après le débarquement allié en Normandie du 6 juin 1944 et quelques semaines avant la libération de Mont-de-Marsan, le 21 août 1944.

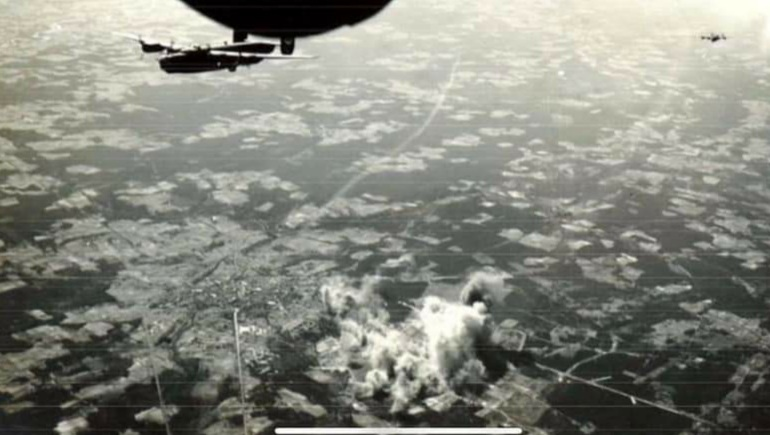
Bombardement de la base aérienne de Mont-de-Marsan par les forces alliées le 27 mars 1944.

### Création de la Base aérienne 118
Le 15 juillet 1945, l'aérodrome devient la base aérienne de Mont-de-Marsan, dans le cadre de la réorganisation par l'état major de l'Armée de l'air, où se trouve le Centre d'expériences aériennes militaires (CEAM) détruit à Orléans en 1940. Le Centre s'implante à Mont-de-Marsan sous le commandement du colonel Constantin Rozanoff. L'usage des infrastructures édifiées par les Allemands est ainsi maintenu. La base devient la BA 118 en décembre 1948.
Le chemin de fer de Luxey à Mont-de-Marsan est affecté par les agrandissements successifs de la base aérienne. Le trafic voyageurs cesse en 1950 et celui des marchandises en 1959. La voie ferrée est déclassée en 1960, excepté les quatre premiers kilomètres, utilisés jusqu'en 1964 pour le transport de carburant vers la base.
À partir de 1958, la BA 118 se voit chargée de la mission de défense aérienne avec l'implantation sur place du Centre d'opérations de zone, ainsi que du Centre de détection et de contrôle (CDC) en 1969.

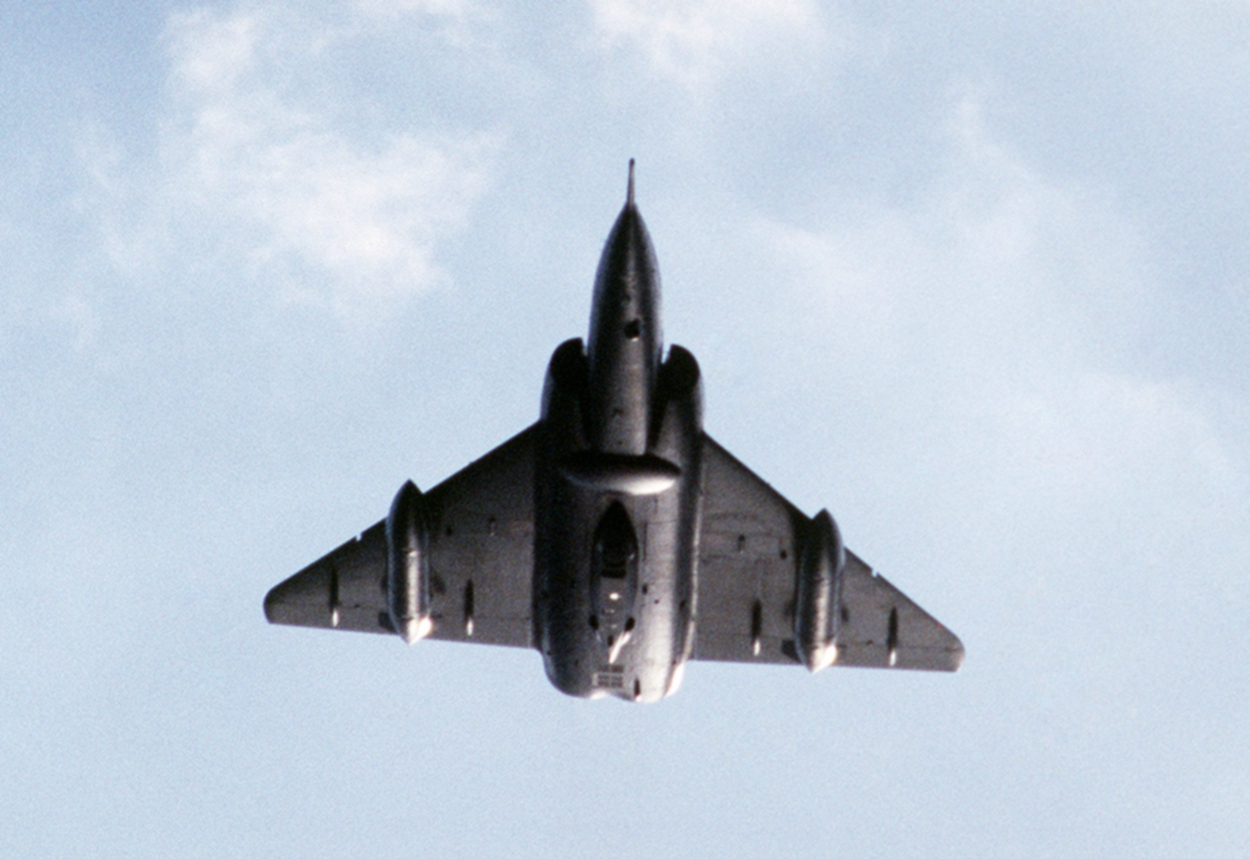
Un Mirage IV A de l'escadron de bombardement EB 1/91 "Gascogne" (immatriculation 31-BD) basé a la BA 118 Mont-de-Marsan en décembre 1986.

La mission stratégique de dissuasion nucléaire est confiée à la base aérienne de Mont-de-Marsan en 1964 avec l'implantation des unités dédiées à la mise en œuvre des Mirage IV (DAMS 16-004). La France accède au statut de puissance nucléaire. Le DAMS 16-004 est dissous le 30 juin 2011, marquant la fin de l'arme nucléaire dans cette base aérienne.
Le 20 juillet 1985, la base est baptisée base aérienne Colonel Rozanoff, nom qui est le sien de nos jours. En 1986, la mission de formation de la base débute avec le transfert du Centre d'instruction du contrôle et de la défense aérienne (CICDA).
En 1991, 100 militaires français de la base aérienne sont détachés sur le front de la guerre du Golfe et Mont-de-Marsan accueille en parallèle du matériel et 200 militaires américains.
En 2011, la base aérienne 118 accueille 25 Mirages F1 de l'escadron de reconnaissance 2/33 en provenance de Reims, dernier escadron à mettre en service le Mirage F1.

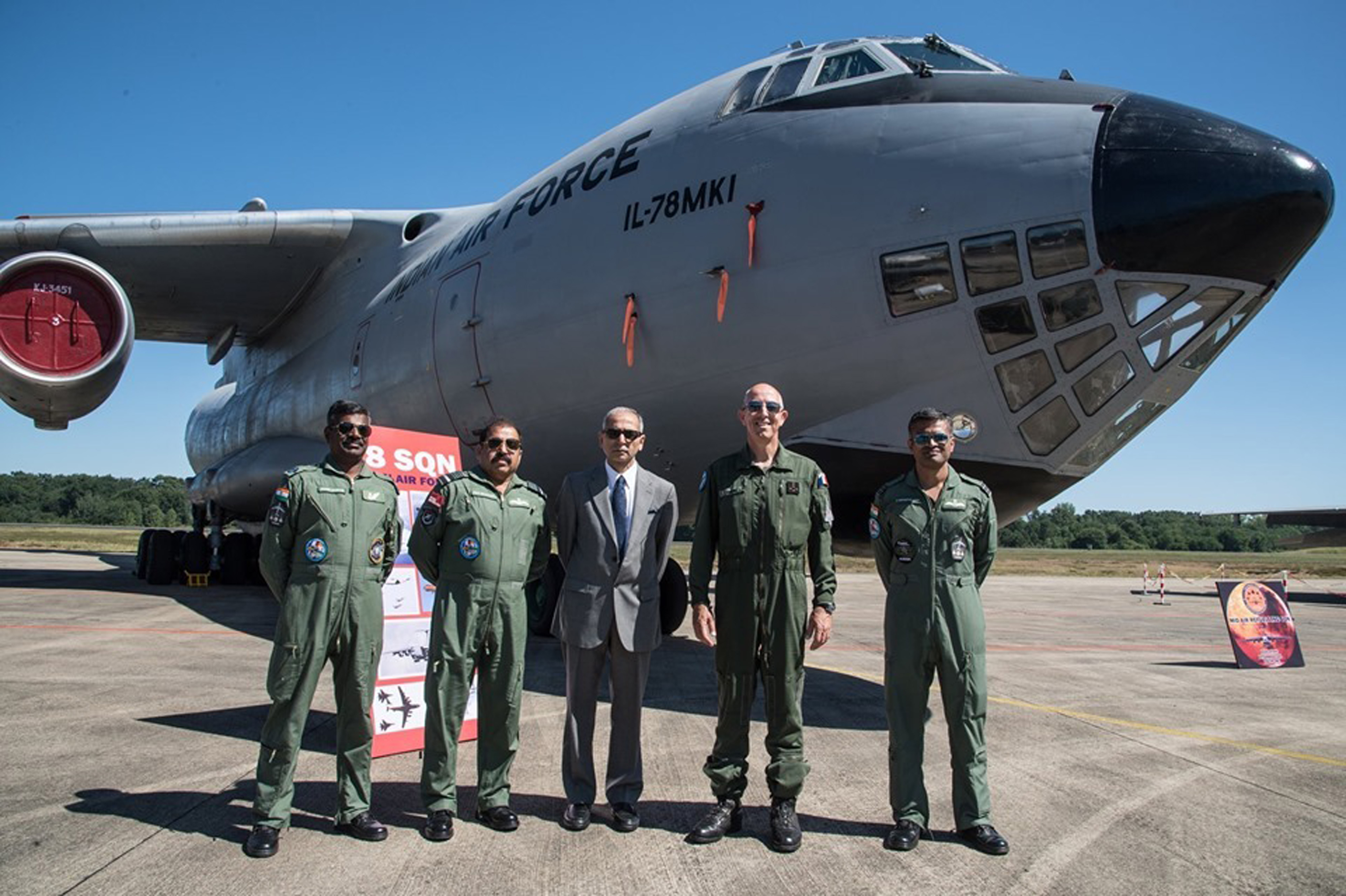
Un Il-78 sur la base lors de Garuda VI.

En 2012, le SAMP-T "Mamba" est mis en service, le régiment de chasse 2/30 Normandie-Niémen est transféré avec les avions Rafale ; la montée en puissance du Groupement aérien de l’informatique opérationnelle (GAIO) débute.
L'escadron de chasse 3/30 "Lorraine", également équipé de Rafale, arrive à Mont-de-Marsan en septembre 2016.
En 2019, la BA 118 accueille du 13 au 24 mai le NATO Tiger Meet, l'une des plus notables manœuvres interalliées, avec 60 appareils rassemblés, mis en œuvre par des escadrilles de l'OTAN depuis 1961. Cet exercice revêt une importance capitale dans la préparation opérationnelle des forces et en juillet Garuda VI avec la Force aérienne indienne.

## Unités

### 30eEscadre de chasse

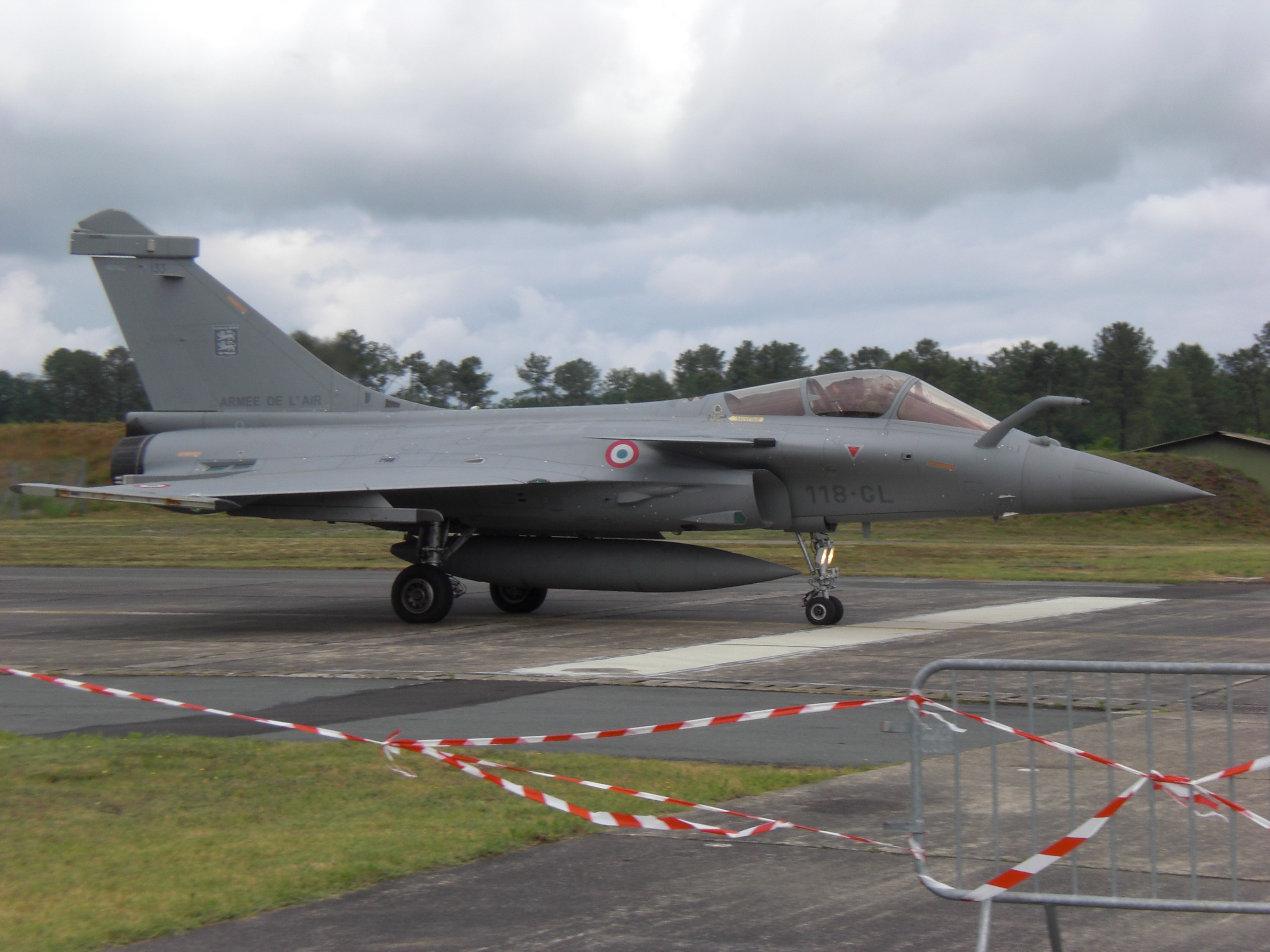
Rafale F3 aux couleurs du régiment de chasse 2/30 Normandie-Niémen basé a la BA 118 Mont-de-Marsan en juin 2012.

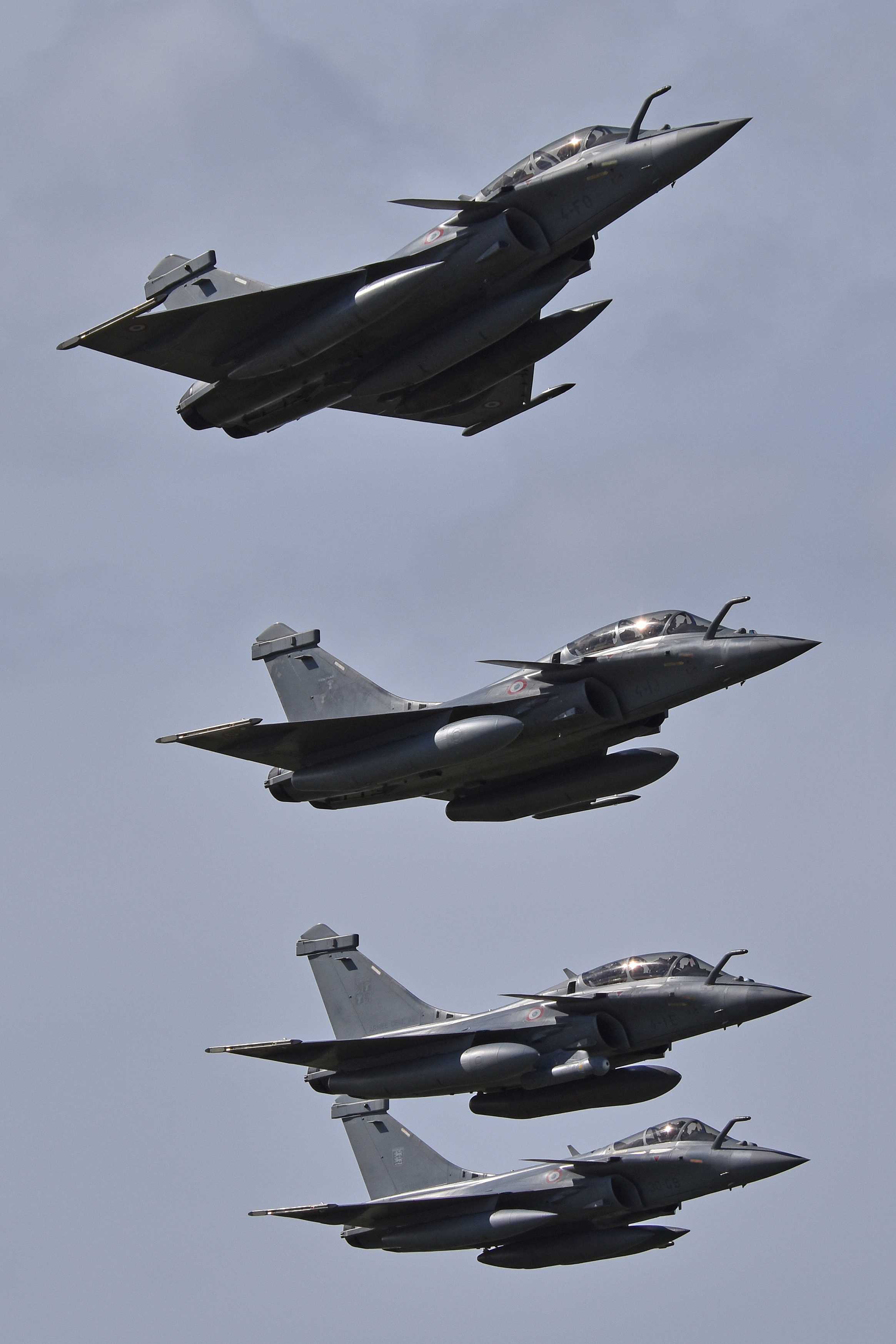
En 2019, un Rafale de la base avec trois de St-Dizier lors de l'exercice Arctic Challenge.

Experte dans la mise en œuvre du Rafale, la montée en puissance de la 30e escadre débute en 2015. Elle est composée du régiment de chasse 2/30 Normandie-Niémen, de l'escadron de chasse 3/30 "Lorraine" et de l'escadron de chasse et d'expérimentation (ECE) 1/30 "Côte d'argent".

### Centre d’expertise aérienne militaire (CEAM)
Le Centre d'expérimentation aériennes militaires (CEAM) a pour mission l'étude, l'expérimentation et la définition des futures utilisations des nouveaux équipements testés. Il se compose d'« Équipes de marques », petites unités d'experts spécialisées dans un domaine et d'escadrons, unités plus importantes. Il est directement rattaché au Chef d'état-major de l'Armée de l'air.
Le 1er septembre 2015, le Centre d'expériences aériennes militaires devient officiellement le Centre d'expertise aérienne militaire. « Cette nouvelle appellation s’inscrit dans la volonté de l’armée de l’air de développer un centre de guerre aérienne (Air Warfare Center) et de concentrer ses experts autour des trois expertises constitutives d’une capacité opérationnelle : la doctrine, les équipements et l’expertise tactique du combattant ».
Il est constitué de :
- l'escadron de chasse et d'expérimentation 1/30 Côte d'Argent chargé de la mise au point et de la documentation des nouveaux armements de plusieurs types d'avions de chasse : (Mirage 2000, Rafale etc.)
- l'escadron de programmation et d'instruction en guerre électronique 07/330 (EPIGE) chargé de l'expérimentation et de la programmation des systèmes d'autoprotection des aéronefs (avions de combat, avions de transport, hélicoptères).
- Centre d’expertise et d’instruction des liaisons de données tactiques (CEILDT) : créé le 1er septembre 2012 pour augmenter l’efficacité des forces dans l’emploi de la Liaison-16 par la mutualisation des connaissances et par l’optimisation des moyens, il hérite, en plus des missions de l’équipe de marque LDT[Quoi ?], de la mission d’équipe technique MIDS (Multifunctional Information Distribution System) et propose aux différents contributeurs une « stimulation » des plateformes (par l’envoi d’informations Liaison-16) ainsi que la formation du personnel des armées en matière de Liaison-16.

### Espace patrimonial Rozanoff
Depuis 2006, la base aérienne 118 dispose d'un espace patrimonial, dépendant directement du commandant de la base, ayant pour mission :
- la sauvegarde du patrimoine aéronautique de ses unités, présentes ou ayant existé ;
- la mémoire du colonel Rozanoff, premier commandant du Centre d'expérimentations aériennes militaire (CEAM) et de la base aérienne 118 ;
- l'éveil à l’aéronautique des jeunes Landais ;
- la préservation du patrimoine aéronautique relatif aux débuts de l’aviation dans les Landes.

Cet espace muséal dispose d'un site web décrivant ses activités et mettant en ligne des articles de fond (entre autres : l'histoire de la défense aérienne, la restauration d'avions militaires ou encore la carrière d'Hélène Boucher).

### Autres

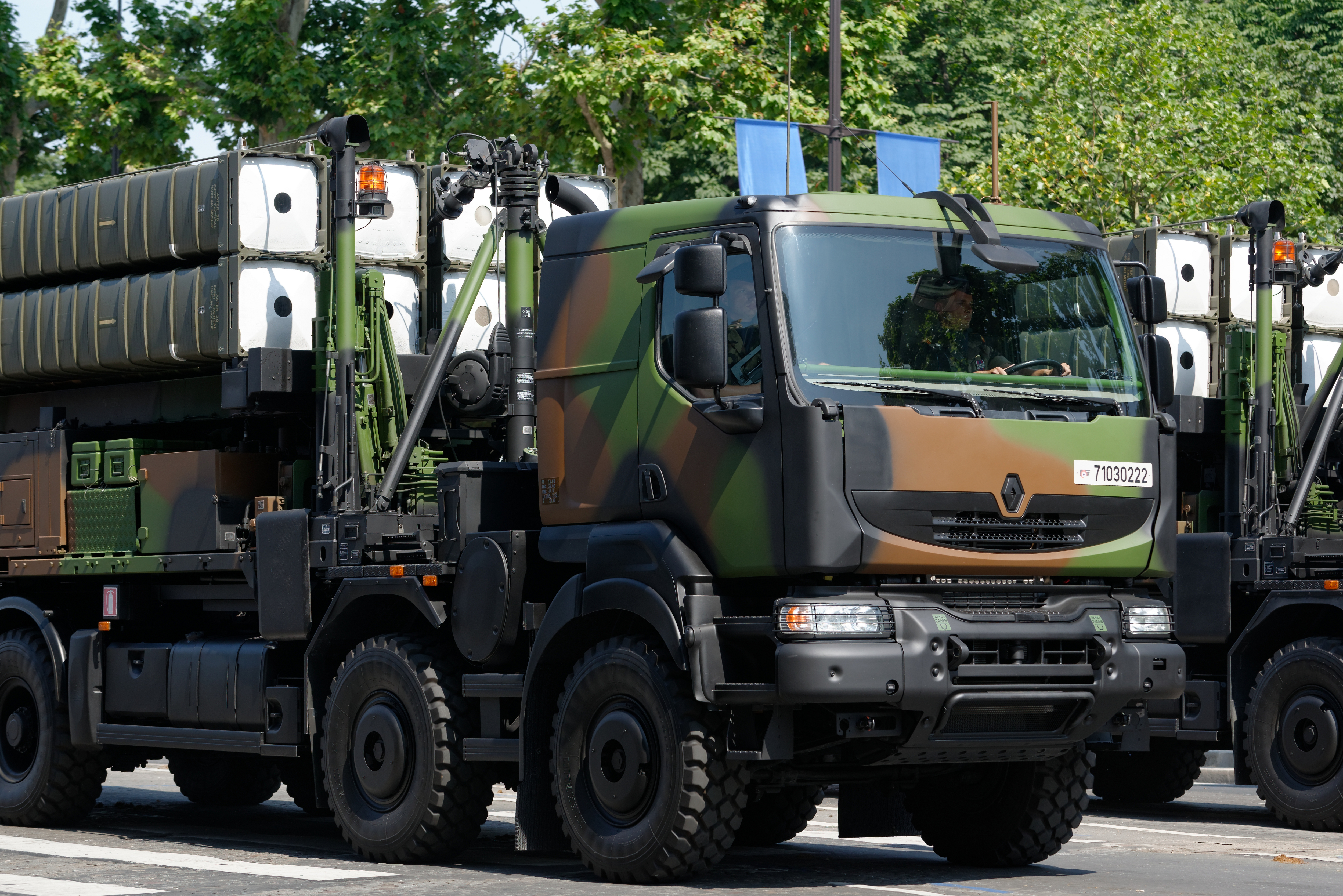
Module de lancement terrestre du SAMP/T Mamba (Aster 30) de l'escadron de défense sol-air 12.950 « Tursan ».

- Escadron de soutien technique aéronautique (ESTA) ;
- Escadron des Systèmes d'Information et de Communication Aéronautiques (ESICAéro 2J.118) ;
- Escadron des services de la circulation aérienne (ESCA) ;
- Escadron des Systèmes d'Information Opérationnels et Cyberdéfense (ESIOC) ;
  - Anciennement Groupement aérien de l'informatique opérationnelle (GAIO) ;
- Escadron de défense sol-air (EDSA) 12.950 Tursan (un des quatre en service en 2016)[7] ;
- Centre d'instruction du contrôle et de la défense aérienne (CICDA) ;
- Centre de détection et de contrôle (CDC) ;
- Escadron de protection (EP) ;
- Escadron de sécurité incendie et de sauvetage (ESIS) ;
- Escadrille de transit et d'accueil aérien secondaire (ETAAS) ;
- La 2e Compagnie opérationnelle du Génie de l'air (COGA) ;
- Bureau Prévention Environnement et Incendie (BPEI) ;
- Service de protection du péril animalier.

## Insigne

Insigne de la BA-118

L'insigne de la Base aérienne 118 a été homologué le 7 août 1952 sous le numéro A 520.
Il comprend les éléments suivants :
- un écureuil tenant le blason de la ville de Mont-de-Marsan qui rappelle l'implantation géographique de la base aérienne ;
- un motif entourant le blason portant la mention "Base aérienne 118".

## Commandants
- Colonel Bastien (09/1995-08/1997)
- Colonel Gilles Collart (08/1997-07/2000)
- Colonel Lefort (07/2000-09/2003)
- Colonel Patrick Pacorel (09/2003-09/2006)
- Colonel Vincent Carré (09/2006-08/2009)
- Colonel Christophe Oursel (08/2009-08/2011)
- Colonel Guillaume Letalonet (09/2011-07/2013)
- Colonel Emmanuel Vialle (07/2013-01/2015)
- Colonel Franck Mollard (31 janvier 2015-28 août 2017)
- Colonel Cédric Gaudilliere (28 août 2017-18 juillet 2019)
- Colonel Damien Rouillé (18 juillet 2019[8]-25 août 2021)
- Colonel Jean-Michel Herpin (25 août 2021 25 aout 2023)
- Colonel Gilles Chanut (depuis le 25 août 2023)